# Lídia de Cadaqués
Lídia de Cadaqués, de nom de naixença Lídia Noguer Sabà (Cadaqués, Alt Empordà, 30 de maig de 1866 – Agullana, 30 de desembre de 1946), fou una peixatera i dispesera de Cadaqués, coneguda a la població com a Lídia Sabana. Fou amiga de Salvador i Anna Maria Dalí i de Federico García Lorca, tractà Gala Dalí, Luís Buñuel, Eduard Marquina –casat amb Mercè Pichot– i Eugeni d’Ors, entre altres artistes i intel·lectuals.

## Biografia
Filla de Baudili Noguer, mariner, i de Dolors Sabà, que regentava una hostatgeria, Lídia Noguer va néixer al número 37 del carrer de Punta Mullat o Portdoguer, de Cadaqués. Es va casar amb Ferran –Nando– Costa, i va tenir dos fills, Benvingut i Honori, que moririen passats els anys al sanatori mental de Salt. Tant la mare de Lídia, coneguda per la Sabana, com també la seva sogra, anomenada la Xumeia, van ser considerades entre les últimes bruixes de Cadaqués.
Lídia Noguer va ser peixatera, cuinera i hostalera. Gràcies a les recomanacions de Víctor Rahola o de la família Pichot, a la seva casa de la Riba des Poal s'allotjaren a dispesa forasters com Jacint Grau, Josep Puig i Cadafalch, Estanislau Duran i Reynals, Carles Fages de Climent, André Derain o Pablo Picasso i Fernande Olivier, que hi estigueren el 1910. El 1904 hi arribà Eugeni d’Ors, convidat per Eduard Marquina. Lectora assídua de L'Esquella de la Torratxa, es va fer lectora admirada del Glossari d’Eugeni d’Ors a La Veu de Catalunya i n'esdevingué la seva defensora incondicional.
Intel·ligent i intuïtiva, sembla que comptava amb recursos brillants d'associació d’idees i conceptes, potser com a resultat d’un cert deliri, parlava amb enginy i s'expressava amb metàfores que fascinaven artistes com Dalí, que se serví d’alguna de les seves sentències per a donar nom a obres seves, com el quadre La mel és més dolça que la sang, i probablement estigui en el fonament del seu pensament paranoicocrític.
Després d’un període d’abandó personal i de dificultats, en què anà a viure en una cabana a la cala de sa Conca, on passà els anys de la guerra civil, el juliol del 1944, i per mediació d’Ana Maria Dalí, va ingressar a l'Asil Gomis d’Agullana, on moriria el 1946, per ser enterrada tot seguit al cementiri de la localitat.

## El deliri
Després de les setmanes que Ors passà allotjat a casa seva el setembre de 1904, Lidia Noguer, que tenia aleshores trenta-vuit anys, desenvolupà un deliri que la feia creure que l’escriptor s'hi havia inspirat per crear el personatge de Teresa, La Ben Plantada. L’obstinació que Lídia Noguer va tenir per Eugeni d’Ors la vinculava a Xènius amb una complicitat que no era, però, corresposta. I la portà a creure que l'escriptor es comunicava en clau amb ella per mitjà dels seus articles; sembla que d'una manera o altra, ell no li ho va desmentir mai, tot i que el notari Dalí o el mateix Víctor Rahola, patint per la salut d’ella, li ho haguessin suggerit. Malgrat que ella llegia i rellegia les seves obres i hi va voler mantenir correspondència, ell mai més tornà a Cadaqués.  
Xènius sí que fa aparèixer a La Ben Plantada un personatge, «Nando», que permet suposar una certa inspiració en el pescador de Cadaqués marit de Lídia: "Nando, mon brau pescador, el magre, el de la cara fosca, el dels ulls clars, el del meravellós silenci...», cosa que possiblement van impressionar Lídia i també s'hi va veure representada.
En una carta a Anna Maria Dalí, ella distingia els dos bàndols en què veia dividida la vida del poble: «Un és la “Societat del Secreto de Xenius”, l’altre “la Societat de cabras i anarquistas” i tot aquest desastre només es pot arreglar amb la Santa Paciència i la Santa Perseverancia [sic]».
L’any 1953 i 1954, quan Lídia Noguer ja havia mort, Ors va escriure un seguit d’articles a La Vanguardia que després publicaria amb el títol de La verdadera historia de Lidia de Cadaqués, com a últim capítol de les Oceánidas, en què reconstrueix el personatge mític en un exercici que potser busca l’absolució.

## Altres versions del mite

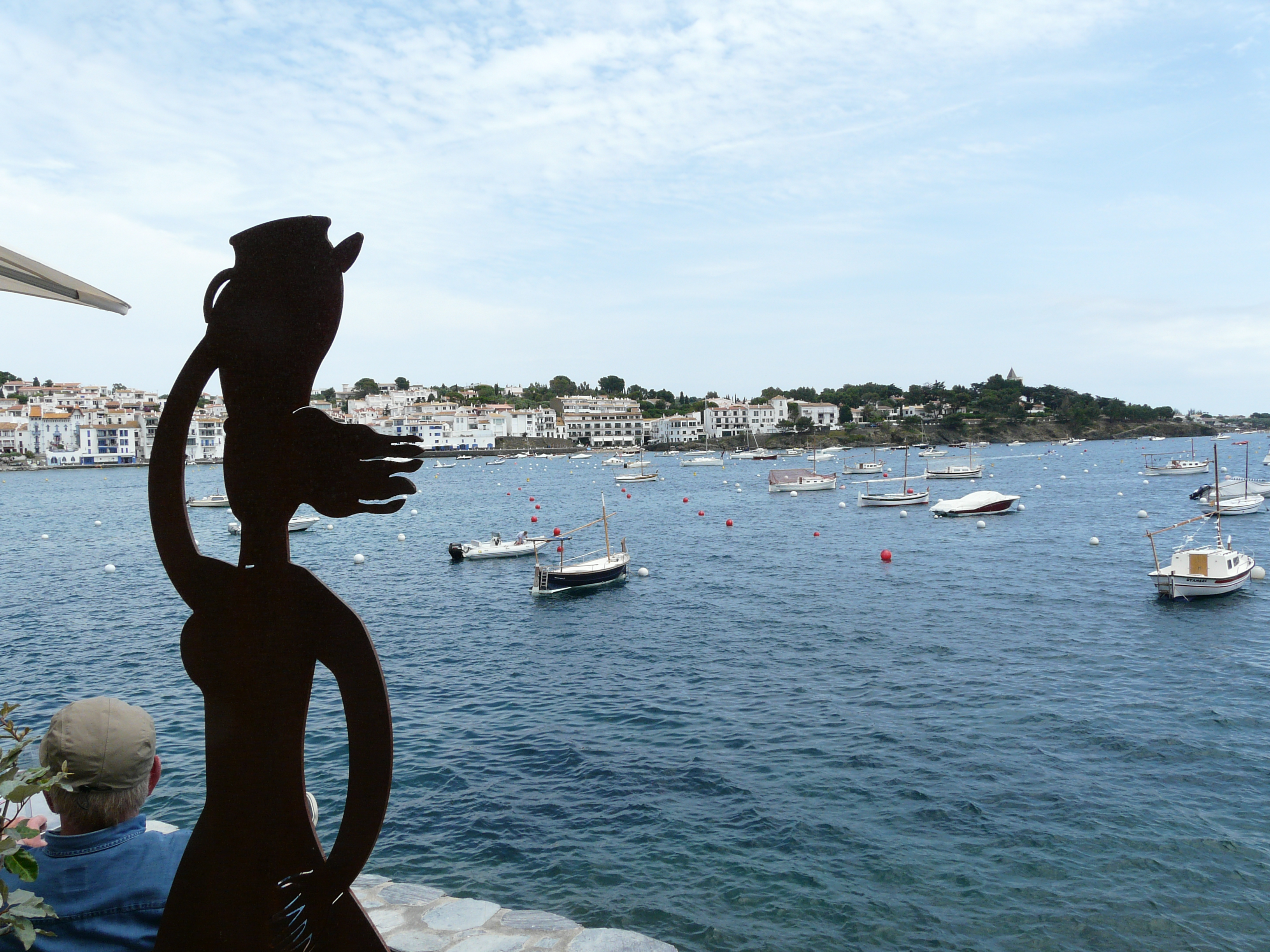
Monument a la Lídia de Cadaqués, de Ramon Moscardó, a la riba Pitxot

Els diferents artistes que la van tractar hi tingueren una relació diferent i n’han donat, d’una manera o altra, la seva apreciació:
En el relat Un viatge frustrat, de Josep Pla, Lídia és només una dona del poble, boja i estrafolària, patètica: «En el camí de Portlligat trobem una dona amb un cistell de peix que saluda don Víctor amb uns estranys i aparatosos compliments. És notòriament una dona del poble, però en el seu vestir hi ha la pretensió estrafolària de semblar una senyora: porta un pentinat aparatós, una brusa bufada i plena de llacets, unes faldilles a la moda de cinc anys enrere i unes pobres sabates de talons torçats, d’una irreparable tristesa.»
Salvador Dalí, a qui coneixia de petit i a qui ajudà a comprar la barraca de pescadors a Port Lligat on després tindria casa seva, en digué: «Lidia posseïa el cervell paranoic mes magnífic, fora del meu, que mal hagi conegut. Era capaç d'establir relacions completament coherents entre qualsevol afer i la seva obsessió del moment amb una negligència sublim de tota la resta, i amb una elecció del detall i un joc d'enginy tan subtil i tan calculadorament hàbil, que sovint era difícil de no donar-li la raó en qüestions que sabíeu que eren completament absurdes. Interpretava els articles de l'Ors, en passar, amb unes coincidències i uns jocs de paraules tan ben trobats, que no podíeu deixar de meravellar-vos davant la violència imaginativa desconcertant amb què l'esperit paranoic pot projectar la imatge del nostre món intern en el món extern, tant se val cap a on, ni de quina manera, ni amb quin pretext. Les coincidències més increïbles s'esdevenien en el curs d'aquesta amorosa correspondència que jo he utilitzat sovint com a model deis meus propis escrits».
García Lorca s'hi referí en aquests termes en una carta des de Granada dirigida a Anna Maria Dalí: «Lo de Lydia es encantador. Tengo su retrato sobre mi piano, Xenius (¿conde de qué?) dice que ella tiene la locura de don Quijote (aquí hay para apretar los labios y entornar los ojos), ¡se equivoca! Cervantes dice de su héroe «que se le secó el cerebro», ¡y es verdad! La locura de don Quijote es una locura seca, visionaria, de altiplanicie, una locura abstracta, sin imágenes... La locura de Lydia es una locura húmeda, suave, llena de gaviotas y langostas, una locura plástica. Don Quijote anda por los aires y la Lydia a la orilla del Mediterráneo. Esta es la diferencia. Y quiero que conste para que no eche raíces esa ligereza de Xenius.»

## Memòria i homenatge

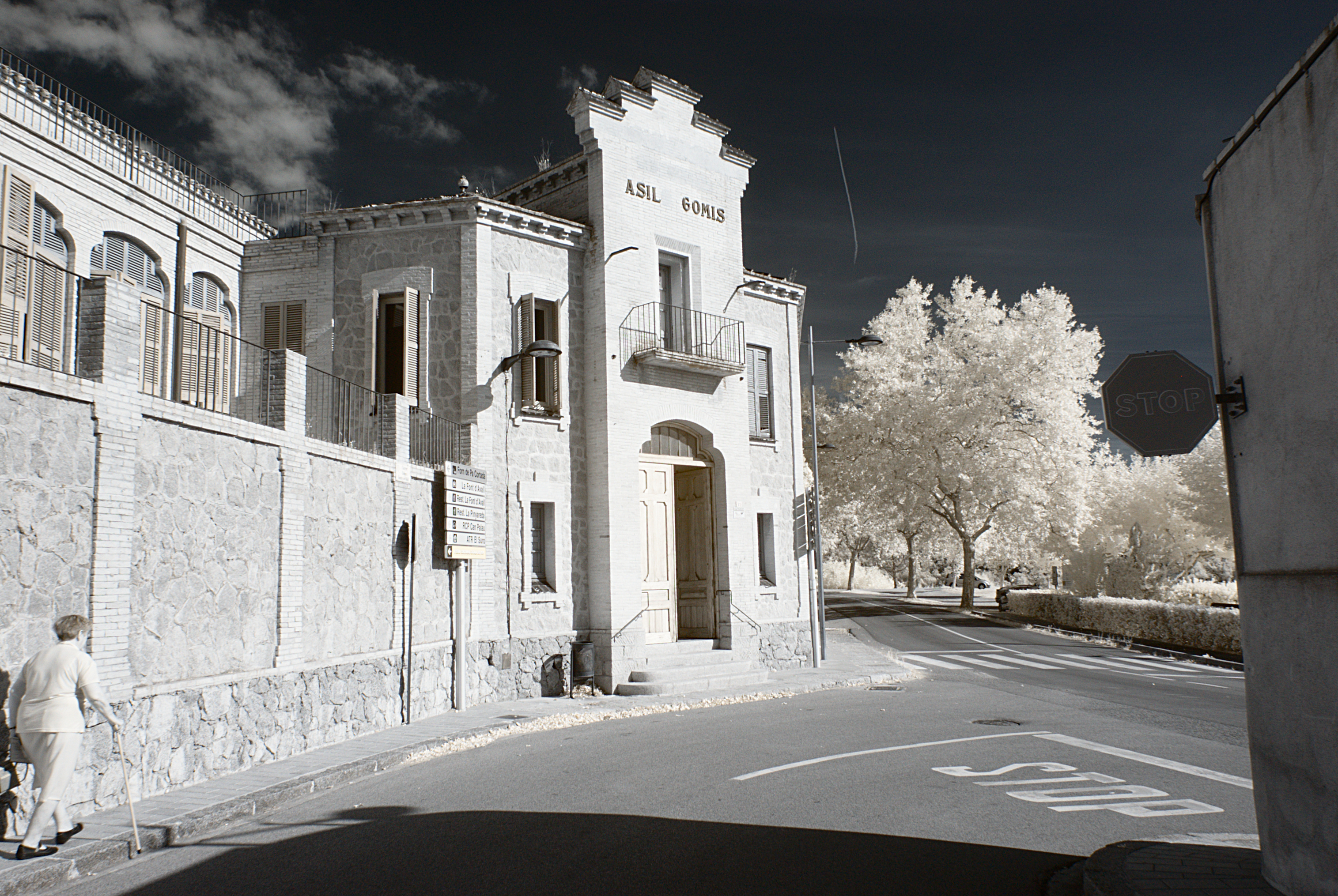
Asil Gomis d'Agullana, on mori Lídia de Cadaqués

D’Ors i Dalí van voler posar una làpida a la tomba del cementiri d'Agullana, que les autoritats eclesiàstiques no van permetre. Quedà abandonada a les dependències del cementiri i, dècades després, el 12 de març de l’any 1989, va poder ser col·locada en un acte en què es va interpretar la Serenata de Lídia de Cadaqués, de Xavier Montsalvatge. En el text de la làpida, redactat per Ors, hi diu: Descansa aquí / si la tramontana la deja / Lidia Nogués de Costa, / Sibila de Cadaqués / que por la inspiración mágica / dialécticamente fue y no fue / a un tiempo Teresa / la Bien Plantada. / En su nombre conjuran / a cabras y anarquistas / los angélicos. El dia anterior, al Museu de l’Empordà de Figueres, s'havia celebrat una taula rodona moderada per l'historiador Enric Tubert, amb la participació de Manuel Ibáñez Escofet, Rafael Santos Torroella, Antonina Rodrigo, Josep Navarro i Santaeulàlia i l’escultor de la làpida, Rafel Tornella.
L’any 2004, amb motiu de l’Any Dalí, Cadaqués li va dedicar l'exposició, Lidia rediviva, amb obra de 87 artistes.
El desembre de 2021, en el 75è aniversari de la seva mort, Agullana li dedicà l’exposició "Lidia, que fou i no fou La Ben Plantada", amb una quarantena d’obres de diferents artistes que reinterpretaren la figura de Lídia de Cadaqués. L'exposició es pogué veure després a la sala L’Amistat de Cadaqués.